# Villena
Villena is een gemeente in de Spaanse provincie Alicante in de regio Valencia met een oppervlakte van 345 km². Villena telt 34.163 inwoners (1 januari 2016).
Bij Villena bevindt zich het opvangcentrum Primadomus van Stichting AAP.

## Kasteel van Atalaya

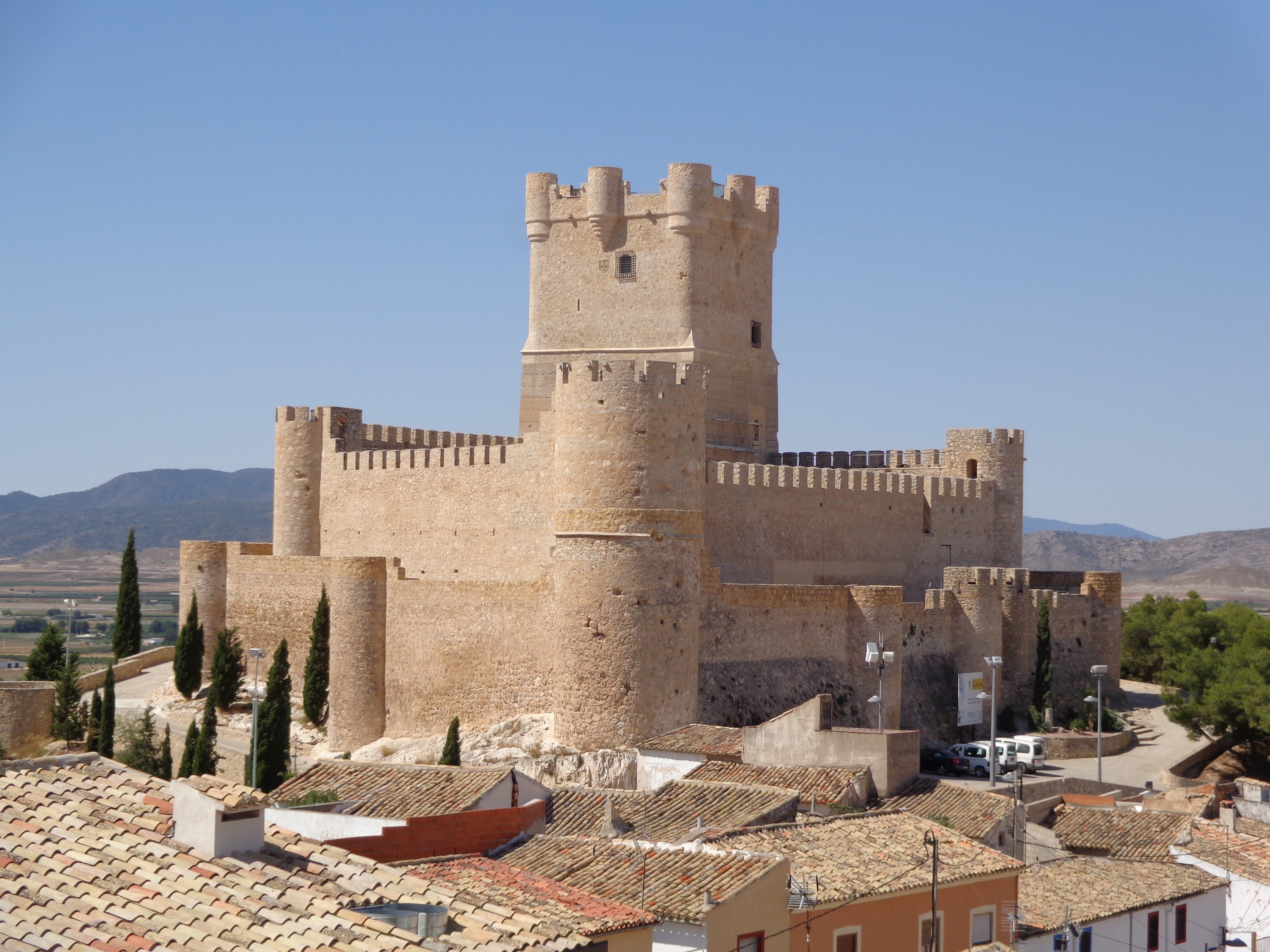
Kasteel van Atalaya.

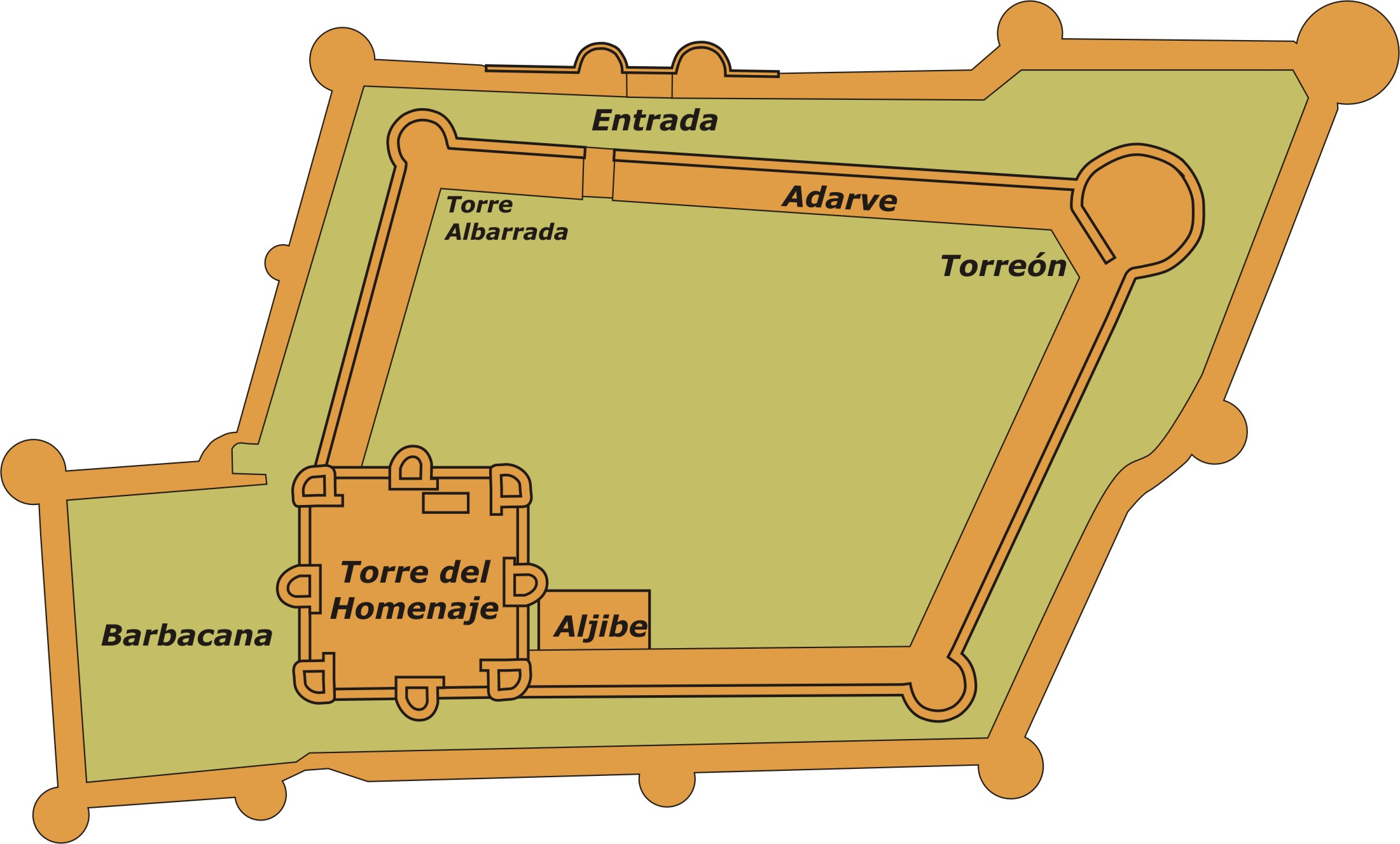
Grondplan van het Kasteel van Atalaya.

Het Kasteel van Atalaya of ook het Kasteel van de Zwarte Voeten (Pies Negros) genoemd, werd gebouwd op een berg San Cristóbal genoemd, die een uitloper is van de Sierra de la Villa. Samen met de kastelen van Petrer, Sax, Castalla en Biar bevindt het gebouw zich in de vallei van de "Rio Vinalopó", gelegen in de provincie Alicante. Ze zijn de stille getuige van oude gevechten gestreden in deze regio. Het ontstaan van deze monumenten bevindt zich in de tijd van Rodrigo Díaz de Vivar, beter bekend onder onder zijn bijnaam El Cid Campeador (Heer Kampioen) of kortweg El Cid. en in de grensgevechten tussen de Moren en Christenen tijdens de Reconquista of de herovering van Spanje door de laatstgenoemden.
Het robuust militair gebouw is gelegen in de stad Villena, ten noordwesten van de provincie Alicante, in de buurt van de grens met de provincie Albacete en domineerde zo de oude grens in Kroon van Aragón en de Kroon van Castilië. Er was voor de eerste maal sprake van het kasteel in het jaar 1172.
Het was een belangrijk bolwerk van de moslims, en toont zijn robuustheid doordat de troepen van Jacobus I van Aragón het drie keer moesten belegeren om het eindelijk in 1240 in te nemen. Zo viel het in handen van de Kroon van Castilië. Na het Verdrag van Almizra van 26 maart 1244, het vredesverdrag tussen de Kroon van Aragón en de Kroon van Castilië, werd het kasteel eigendom van de Kroon van Castilië.
Tijdens de 15e eeuw werd het Kasteel uitgebreid met dubbelwandige behuizing. De buitenkant werd versterkt met twaalf torens, en in de binnenkant werden huizen gebouwd in de zuidoostelijke kant van de machtige toren.
Het kasteel werd bij besluit van 3 juni 1931 uitgeroepen tot een historisch-artistiek monument en werd eigendom van de Tesoro Artístico Nacional.

## Demografische ontwikkeling

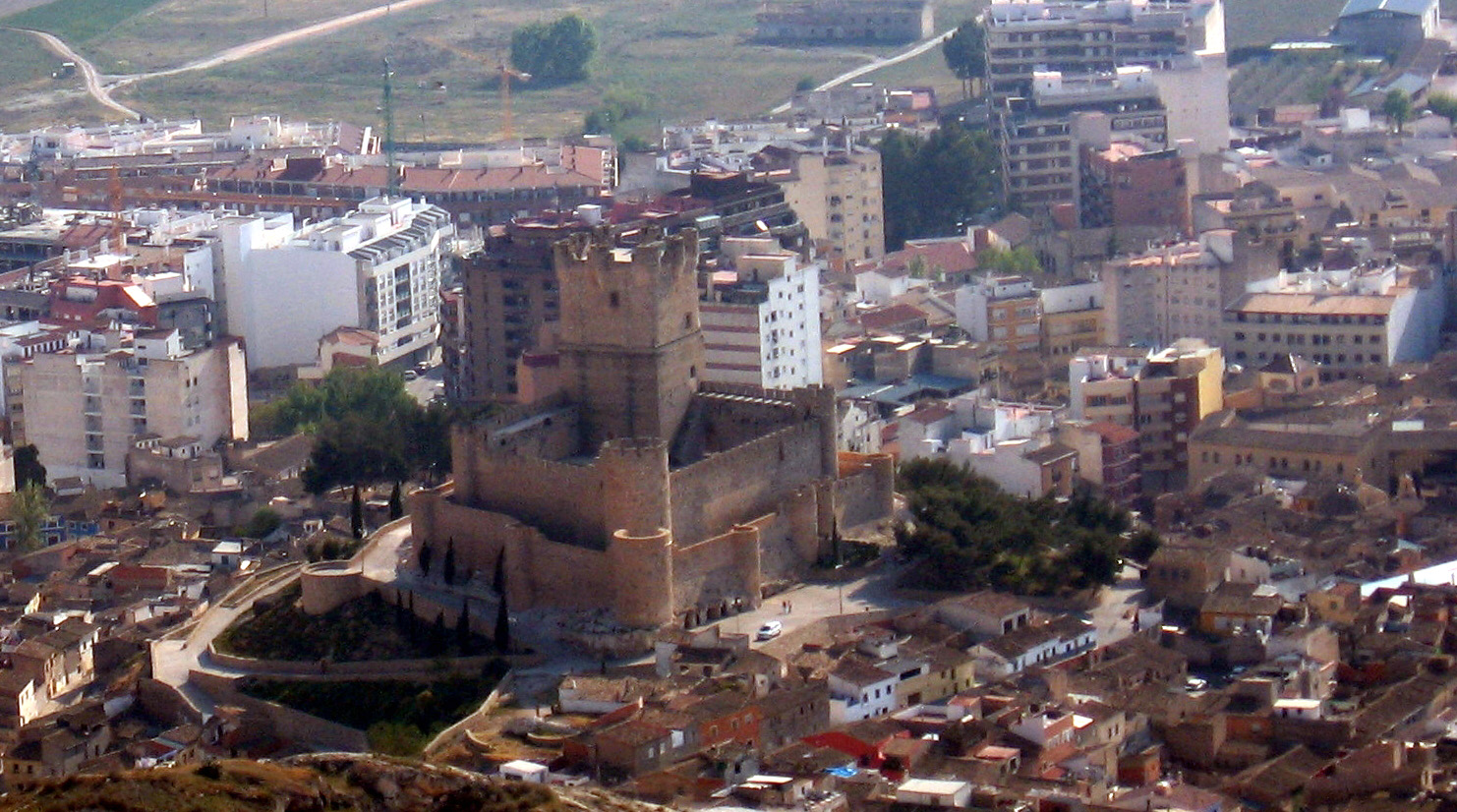
Kasteel van Atalaya in Villena

Bron: INE; 1857-2011: volkstellingen

## Geboren in Villena
- Ruperto Chapí y Lorente (1851 – 1909) Spaans componist en dirigent

Agost · Agres · Aigües · Albatera · Alcalalí · Alcocer de Planes · Alcoleja · Alcoy · Alfafara · Algorfa · Algueña · Alicante · Almoradí · Almudaina · Altea · Aspe · Balones · Banyeres de Mariola · Benasau · Beneixama · Benejúzar · Benferri · Beniarbeig · Beniardá · Beniarrés · Benidoleig · Benidorm · Benifallim · Benifato · Benigembla · Benijófar · Benilloba · Benillup · Benimantell · Benimarfull · Benimassot · Benimeli · Benissa · Benitachell · Biar · Bigastro · Bolulla · Busot · Callosa d'en Sarrià · Callosa de Segura · Calp · Campo de Mirra  · Cañada· Castalla · Castell de Castells · Catral · Cocentaina · Confrides · Cox · Crevillent · Daya Nueva · Daya Vieja · Dénia · Dolores · El Campello · El Castell de Guadalest · El Ràfol d'Almúnia · El Verger · Elche · Elda · Els Poblets · Facheca · Famorca · Finestrat · Formentera del Segura · Gaianes · Gata de Gorgos · Gorga · Granja de Rocamora · Guardamar del Segura · Hondón de las Nieves · Hondón de los Frailes · Ibi · Jacarilla · Jávea · Jijona · L'Alfàs del Pi · L'Alqueria d'Asnar · L'Atzúbia · La Nucia · La Romana · La Vall d'Alcalà · La Vall d'Ebo · La Vall de Laguar · Llíber · Lorcha · Los Montesinos · Millena · Monforte del Cid · Monóvar · Murla · Muro de Alcoy · Mutxamel · Novelda · Ondara · Onil · Orba · Orihuela · Orxeta · Parcent · Pedreguer · Pego · Penàguila · Petrer · Pilar de la Horadada · Pinoso · Planes · Polop · Quatretondeta · Rafal · Redován · Relleu · Rojales · Sagra · Salinas · San Fulgencio · San Isidro · San Miguel de Salinas · San Vicente del Raspeig · Sanet y Negrals · Sant Joan d'Alacant · Santa Pola · Sax · Sella · Senija · Tàrbena · Teulada · Tibi · Tollos · Tormos · Torremanzanas · Torrevieja · Vall de Gallinera · Villajoyosa · Villena · Xaló